# Martin G. Petrowsky
Martin G. Petrowsky (geboren 1942 in Wien) ist ein österreichischer Autor und Herausgeber. Als Sohn von Erika Mitterer hat er deren Nachlassverwaltung übernommen.

## Leben
Martin G. Petrowsky wuchs in Wien auf. Er besuchte ein humanistisches Gymnasium. Bevor er sich zum Programmierer und Organisator ausbilden ließ, studierte er einige Semester Romanistik und Germanistik. Er absolvierte den Lehrgang für Wirtschafts- und Verwaltungsführung an der Wirtschaftsuniversität Wien. Mehrere Jahre war er für einen Versicherungskonzern und Industriebetrieb tätig. Vor seiner Pensionierung hatte er die Stellung des Stellvertretenden Generalsekretärs beim ÖAMTC inne.
Seit 1998 betätigt sich Petrowsky als freier Autor. Er hat zwei eigene Bücher verfasst. Das Werk Ein Loch im Sand (2020) reflektiert das Denken unserer Zeit in Form von Essays und Glossen.
Ab Gründung der Erika-Mitterer-Gesellschaft im August 2002 bekleidet Petrowsky das Amt des ehrenamtlichen Geschäftsführers der Gesellschaft, die sich der Verbreitung der Werke und Anliegen Mitterers widmet. Weiter übernahm er die Position des Schriftleiters der gesellschaftseigenen Zeitschrift Der Literarische Zaunkönig. Petrowsky hat mehrere Erika-Mitterer-Bücher neu herausgegeben, darunter auch gemeinsam mit Petra Sela die dreibändige Ausgabe „Erika Mitterer – Das gesamte lyrische Werk“.

## Blick von außen
Martin Stankowski rezensierte auf der Website des Österreichischen Schriftsteller/innenverbands das Buch Ein Loch im Sand .Dies Buch reflektiert in Form von 70 Essays unterschiedliche kulturelle Themen des letzten Jahrzehnts. Dabei wurden die Beiträge zu fünf Kapiteln gruppiert: Das Schreiben ist ͵keine Kunst?; Ärgerliches und Kurioses; Recht und Politik; Porträts; Was darf man glauben? und Mein Weltbild ist ein Loch im Sand. Die letzte Rubrik, die nach Stankowski auch anhand der Rolle der Quantenphysik auf die Frage nach den Tatsachen und wie sie bewertet werden eingeht und in der Komplexität von Richtig-oder-Falsch das Spannungsfeld des allgemeinen Verständnisses und individuellen Verstehens  bespiegelt.sowie darüber hinaus einer höheren Wahrheit nachspürt, bewertet Stankowski zeitgebunden und hochaktuell.
Stankowski sieht in den gesamten Beiträgen den Willen und das stetige Interesse ganz konkret am Ball zu bleiben. Als Basis des Werks macht er eine beispielgebende Wachheit der Wahrnehmung der Thematik aus, die immer wieder auf die eigene Lebenssicht Bezug nimmt. Dadurch, dass Petrowsky  die Perspektive ͵Wem könne man vertrauen? kontinuierlich aufgreift, entwickelt er nach Stankowski einen, in der Argumentation konsequenten, nachvollziehbaren Leitfaden in dem ethisch-moralischen Orientierungsrahmen seines, nein: des «Weltbilds».
Victoria Heindl bespricht das gleiche Buch in den Niederösterreichischen Nachrichten. Sie nimmt Bezug auf die Beschreibung der Einladung zur Buchpräsentation:„Wer Martin G. Petrowsky kennt, weiß, dass er ein kritischer Beobachter und Kommentator des Zeitgeschehens ist, der nicht den Zuspruch des Mainstream sucht“. Sie sieht in den Essays ein weites Spektrum, das vom Thema des Gebrauchs und Missbrauchs der Sprache über Fragestellungen im gesellschafts- und demokratiepolitischen Bereich reicht und auch Themen an der Schnittstelle von Naturwissenschaft, Philosophie und Religion nicht ausspart. Erwähnenswert ist für sie die Rubrik Porträts, die Zeitgenossen Erika Mitterers vorstellt. Kommentare und Gegendarstellungen zu üblichen Sichtweisen in Medien und Politik begleiten die Essays. Ihr Fazit: Mit Humor und Sarkasmus, nie aber mit bitterem Zynismus versucht der Autor, plakatives, pauschalisierendes Schwarz-Weiß-Denken aufzubrechen und seine Leserinnen und Leser zu differenzierten, eigenständigen Analysen und Schlussfolgerungen zu motivieren.
Die FAZ sieht in der von Martin G. Petrowsky und Petra Sela herausgegebenen dreibändigen Ausgabe „Erika Mitterer – Das gesamte lyrische Werk“ anlässlich des 95. Geburtstags von Erika Mitterer eine Gratulation für sie.
Victoria Heindl befasst sich in den Niederösterreichischen Nachrichten mit dem Buch „Davongekommen: Briefe von und an Erika Mitterer aus den Jahren 1945/46“, das ungefähr 50 Briefe an/von der Dichterin Erika Mitterer enthält und ihrer Einschätzung nach einen Einblick in die Lebenswelt der damals lebenden Menschen gewährt. Sie sieht in dem Werk einen wertvollen Beitrag zur Geschichtsaufarbeitung.

## Werke (Auswahl)

### Monografien
- Auf Besuch bei fremden Freunden : eine fast wahre Geschichte für junge Leute ab 9 Jahren. Igel-Verlag, Oldenburg 2000. ISBN 978-3-89621-116-3
- Ein Loch im Sand … : Essays und Glossen über das Denken unserer Zeit:  PROverbis e.U. Verlagsservice und Verlag , Bibliotheksinitiativen – Wien. Schriftenreihe Bibliotheksinitiativen 2020. ISBN 978-3-902838-42-1

### Herausgaben
- mit der Österreichischen Gesellschaft für Literatur: Eine Dichterin – ein Jahrhundert : Erika Mitterers Lebenswerk ; Tagungsband zum in der Österreichischen Gesellschaft für Literatur im September 2001 abgehaltenenen Symposion. Edition Doppelpunkt, Wien 2002. ISBN 978-3-85273-136-0
- Dichtung im Schatten der großen Krisen: Erika Mitterers Werk im literaturhistorischen Kontext. Praesens-Verlaq, Wien 2006. ISBN 978-3-7069-0352-3
- mit Petra Sela: Das gesamte lyrische Werk / Erika Mitterer. (3 Bände)  Edition Doppelpunkt, Wien 2001. ISBN 978-3-85273-108-7
- mit Petra Sela: Alle unsere Spiele  Roman / Erika Mitterer. Edition Doppelpunkt, Wien 2001. ISBN 978-3-85273-121-6
- Kehr nie zurück. Griechische Gedichte. Edition Koenigstein, 2004. ISBN 978-3-901495-36-6
- Das Sichere – Certitudine Religiöse Gedichte – Poezii religioase -Erika Mitterer. Zweisprachige Ausg. dt. – rumän. . Edition Doppelpunkt, Wien –  Schiller, Hermannstadt 2007. ISBN 978-3-85273-188-9
- Davongekommen: Briefe von und an Erika Mitterer aus den Jahren 1945/46 : ein Blick auf die Welt vor 75 Jahren. Edition Doppelpunkt, Wien 2020. ISBN 978-3-85273-217-6

## Belege
1. ↑  Martin G. Petrowsky | Bücher | Person. Abgerufen am 27. Januar 2024.
2. ↑  Ein Loch im Sand. In: Lehmanns Media. Abgerufen am 22. Januar 2024.
3. ↑  Bücher im Frühling - Zeitgeist, S. 43. In: magazin Klassik. Chefredakteur:Christoph Wellner, abgerufen am 20. Januar 2024.
4. ↑  Susanne Blumesberger: Handbuch der österreichischen Kinder- und Jugendbuchautorinnen. 1.  Auflage. Band 2. Böhlau Verlag Wien, 2014, ISBN 978-3-205-78552-1, S. 777.
5. 1 2  Erika Mitterer Gesellschaft - Materialien zu Erika Mitterer und ihren Werken. Abgerufen am 27. Januar 2024.
6. ↑  Ein Loch im Sand … - Österreichischer Schriftsteller/innenverband. Abgerufen am 27. Januar 2024.
7. ↑  Victoria Heindl: Erika Mitterer: In Gedanken immer in Kritzendorf. 6. November 2021, abgerufen am 27. Januar 2024.
8. ↑  Rezension: Belletristik: Rilke und das Mädchen. In: FAZ.NET. 30. März 2001, ISSN 0174-4909 (faz.net [abgerufen am 13. Oktober 2023]).
9. ↑  Victoria Heindl: Erika Mitterer: Gedanken aus einem kleinen Ort. 31. Oktober 2020, abgerufen am 27. Januar 2024.

| Personendaten    | Personendaten                          |
| ---------------- | -------------------------------------- |
| NAME             | Petrowsky, Martin G.                   |
| KURZBESCHREIBUNG | österreichischer Autor und Herausgeber |
| GEBURTSDATUM     | 1942                                   |
| GEBURTSORT       | Wien                                   |